# Fédération mondiale des travailleurs scientifiques
La Fédération mondiale des travailleurs scientifiques (FMTS, en anglais : World Federation of Scientific Workers) est une organisation rassemblant des scientifiques du monde entier fondée en 1946 à Londres par l'Association britannique des travailleurs scientifiques (en) (disparue en 1968). Son premier président fut Frédéric Joliot-Curie. Son siège se trouve actuellement à Montreuil, près de Paris.

## Historique
La Fédération mondiale des travailleurs scientifiques nait en 1946, après les bombardements atomiques d'Hiroshima et Nagasaki. Un certain nombre de scientifiques veulent un contrôle démocratique sur le développement de la science pour éviter ses dérives et prennent conscience de leur rôle social. Face à une UNESCO trop intergouvernementale, nait l'idée d'une organisation internationale de scientifiques.

## Présidents
- 1946-1957 : Frédéric Joliot-Curie
- 1958-1968 : Cecil Frank Powell
- 1969-1979 : Eric Burhop (en)
- 1980-1991 : Jean-Marie Legay, France
- 1992-1995 : Con Russel Royaume-Uni
- 1996 : Masayasu Hazegawa, Japon
- 1997-2008 : André Jaeglé, France
- depuis 2009 : Jean-Paul Lainé, France[2]
- depuis 2022 : Jean-Paul Lainé, France et Elies Molins, Espagne

## Membres
Égypte

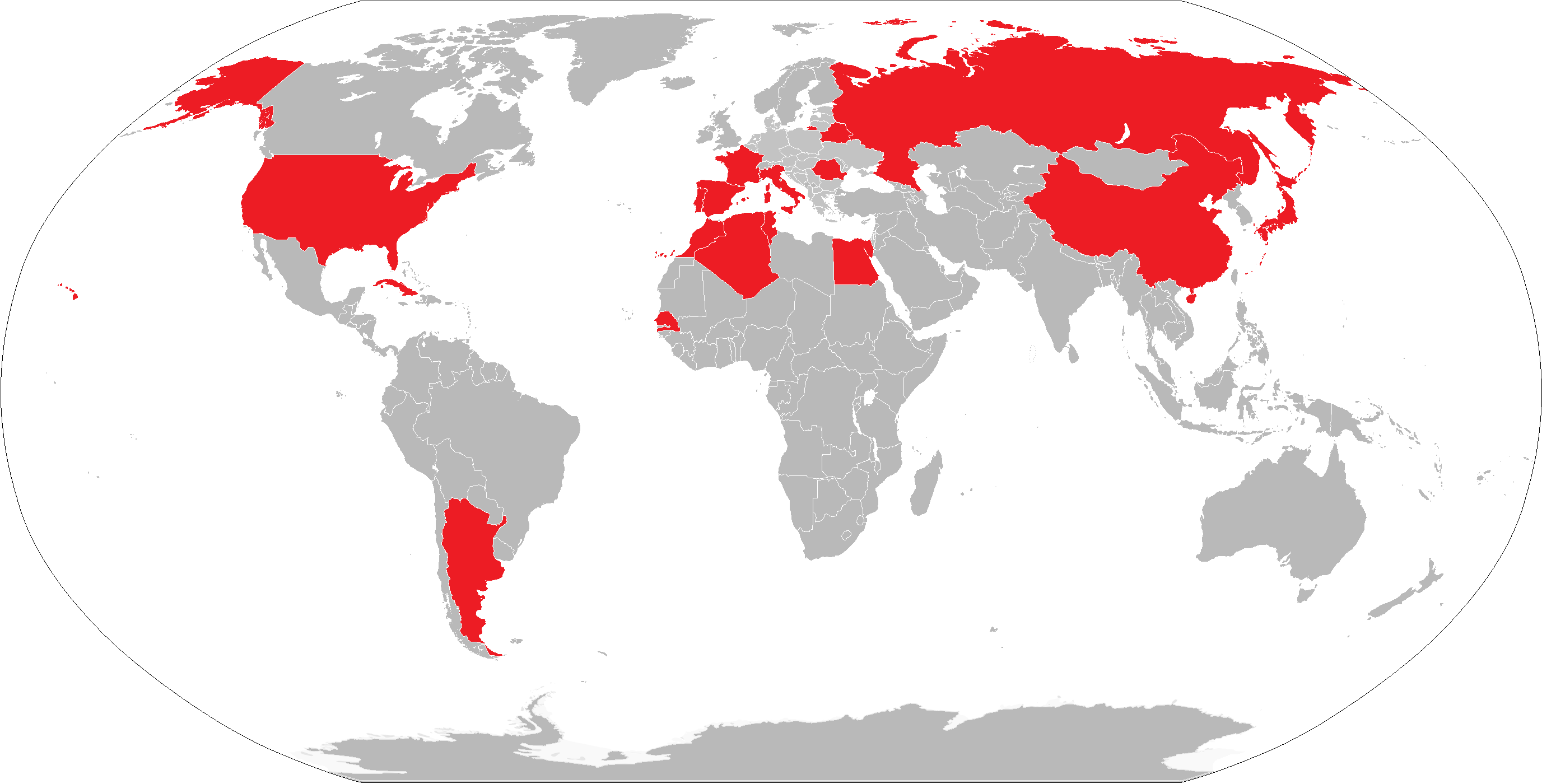
Carte des pays où se trouve au moins une instance adhérente à la FMTS (en 2014).

- Fédération générale des syndicats de travailleurs égyptiens

France
- Syndicat national de l'enseignement supérieur
- Syndicat national des chercheurs scientifiques
- Syndicat national des travailleurs de la recherche scientifique
- Union générale des ingénieurs, cadres et techniciens CGT

Maroc
- Syndicat national de l'enseignement supérieur (Maroc)